# خوزه ماریا موویلا
خوزه ماریا موویلا (انگلیسی: José María Movilla؛ زادهٔ ۸ فوریهٔ ۱۹۷۵) بازیکن فوتبال اهل اسپانیا است.
از باشگاه‌هایی که در آن بازی کرده‌است می‌توان به باشگاه فوتبال رایو وایکانو، باشگاه فوتبال اتلتیکو مادرید، باشگاه فوتبال رئال مورسیا، باشگاه فوتبال رئال ساراگوسا، باشگاه فوتبال نومانسیا، باشگاه فوتبال رئال مادرید، و باشگاه فوتبال مالاگا اشاره کرد.